# Carlos Murillo
Carlos Ernesto Murillo Duarte (nacido el 10 de diciembre de 1970) es un ex boxeador profesional. Ganó el título mundial peso mosca ligero de la Asociación Mundial de Boxeo en 1996.

## Carrera Profesional
El 5 de mayo de 1990 tuvo su primera pelea donde venció a su compatriota Eric Aguilar por nocaut técnico en el primer asalto en el Gimnasio Gringo de la Guardia. El 21 de febrero de 1991 ganó el título Fedelatin Peso mínimo de la Asociación Mundial de Boxeo en donde venció al vencer al colombiano Orlando Maestre por nocaut técnico en el séptimo asalto en el Hotel El Panamá. Acumuló un récord de 32-2 antes de vencer a Choi Hi-yong el 13 de enero de 1996 por decisión unánime en doce asalto para ganar el título mundial peso mosca ligero de la Asociación Mundial de Boxeo. Perdería el título el 21 de mayo de 1996 ante Keiji Yamaguchi por decisión dividida en doce asalto en el Prefectural Gymnasium. El 13 de agosto de 1996 tuvo su revancha contra Keiji Yamaguchi en donde perdió por decisión unánime en doce asalto en el Central Gymnasium. El 29 de agosto de 1998 Murillo tendría otra oportunidad de título mundial de la Federación Internacional de Boxeo esta vez contra el colombiano Mauricio Pastrana; perdería por detención en el noveno asalto en Las Vegas Hilton. El 10 de diciembre de 2005 fue su última pelea en donde fue derrotado por el japonés Go Onaga por nocaut en el primer asalto en el Chatan Dome. Terminó su carrera con un récord de 38 victorias y 29 por nocaut, 11 derrotas y 4 por nocaut y 1 empate.

## Récord Profesional
| 38 Ganadas (29 knockouts), 11 Derrotas(4 knockouts), 1 Empates |         |                      |      |              |            |                                                         |                                                                   |
| Res.                                                           | Récord  | Oponente             | Tipo | Round Tiempo | Fecha      | Lugar                                                   | Notas                                                             |
| P                                                              | 38-11-1 | Go Onaga             | KO   | 1 (6)        | 2005-12-10 | Chatan Dome, Okinawa, Japón                             |                                                                   |
| P                                                              | 38-10-1 | Jean Piero Pérez     | KO   | 3 (10)       | 2005-11-25 | Centro de Convenciones Atlapa, Ciudad de Panamá, Panamá | Por el título Fedecaribe Mosca AMB                                |
| E                                                              | 38-9-1  | Jonathan Aguilar     | SD   | 10 (10)      | 2005-06-03 | Arena Roberto Duran, Juan Díaz, Panamá                  | Por el título Mosca CBPP                                          |
| P                                                              | 38-9    | Carlos Melo          | UD   | 10 (10)      | 2005-04-16 | Arena Roberto Duran, Juan Díaz, Panamá                  |                                                                   |
| G                                                              | 38-8    | Jonathan Aguilar     | UD   | 8 (8)        | 2004-10-01 | Centro de Convenciones Figali, Fuerte Amador, Panamá    |                                                                   |
| P                                                              | 37-8    | José Plinio González | UD   | 6 (6)        | 2002-08-30 | Jardín La Macaraqueña, 24 de Diciembre, Panamá          |                                                                   |
| P                                                              | 37-7    | Edison Torres        | UD   | 10 (10)      | 1999-07-03 | Centro Cívico Balboa, Ciudad de Panamá, Panamá          |                                                                   |
| P                                                              | 37-6    | Mauricio Pastrana    | TKO  | 9 (12)       | 1998-08-29 | Las Vegas Hilton, Las Vegas, Estados Unidos             | Por el título mundial Minimosca FIB                               |
| G                                                              | 37-5    | Nelson Dieppa        | SD   | 10 (10)      | 1998-02-13 | University Arena, Albuquerque, Estados Unidos           |                                                                   |
| G                                                              | 36-5    | Royers Vásquez       | TKO  | 7 (12)       | 1997-11-15 | Gimnasio Nuevo Panamá, Juan Díaz, Panamá                | Gana el título Minimosca CBPP                                     |
| P                                                              | 35-5    | Jomarie Gamboa       | TKO  | 1 (12)       | 1997-09-27 | Gimnasio José Beracasa, Caracas, Venezuela              | Pierde el título Fedelatin Minimosca AMB                          |
| G                                                              | 35-4    | Virgilio Chifundo    | UD   | 12 (12)      | 1997-02-28 | Arena Panamá Al-Brown, Colón, Panamá                    | Gana el título Fedelatin Minimosca AMB                            |
| P                                                              | 34-4    | Keiji Yamaguchi      | UD   | 12 (12)      | 1996-08-13 | Central Gymnasium, Osaka, Japón                         | Por el título mundial Minimosca AMB                               |
| P                                                              | 34-3    | Keiji Yamaguchi      | SD   | 12 (12)      | 1996-05-21 | Prefectural Gymnasium, Osaka, Japón                     | Pierde el título mundial Minimosca AMB                            |
| G                                                              | 34-2    | José García Bernal   | TKO  | 10 (12)      | 1996-03-15 | Gimnasio Nuevo Panamá, Juan Díaz, Panamá                | Defiende el título mundial Minimosca AMB                          |
| G                                                              | 33-2    | Choi Hi-yong         | UD   | 12 (12)      | 1996-01-13 | Jai Alai Fronton, Miami, Estados Unidos                 | Gana el título mundial Minimosca AMB                              |
| G                                                              | 32-2    | Rafael Orozco        | KO   | 6 (12)       | 1995-09-16 | Mirage Hotel & Casino, Las Vegas, Estados Unidos        | Gana el título Fedelatin Minimosca AMB                            |
| G                                                              | 31-2    | Ignacio Aguilar      | UD   | 12 (12)      | 1995-07-15 | Gimnasio La Salle, Managua, Nicaragua                   | Gana el título FECARBOX Minimosca CMB                             |
| G                                                              | 30-2    | Sergio Moreno        | KO   | 2 (10)       | 1995-05-20 | Gimnasio Nuevo Panamá, Juan Díaz, Panamá                |                                                                   |
| G                                                              | 29-2    | Germán Cáceres       | KO   | 2 (8)        | 1995-04-29 | Gimnasio Escolar, David, Panamá                         |                                                                   |
| G                                                              | 28-2    | Benedicto Murillo    | TKO  | 10 (12)      | 1995-02-04 | Arena Panamá Al-Brown, Colón, Panamá                    | Defiende el título Minimosca CBPP                                 |
| G                                                              | 27-2    | Eric Griffin         | TKO  | 9 (12)       | 1994-12-15 | Foxwoods Resort, Mashantucket, Estados Unidos           | Defiende el título Fedelatin Minimosca AMB                        |
| G                                                              | 26-2    | Robinson Cuesta      | TKO  | 8 (12)       | 1994-11-19 | Arena Panamá Al-Brown, Colón, Panamá                    | Gana el título Minimosca CBPP y el título Fedelatin Minimosca AMB |
| G                                                              | 25-2    | Stevenson Zúñiga     | TKO  | 3 (10)       | 1994-10-15 | Arena Panamá Al-Brown, Colón, Panamá                    |                                                                   |
| G                                                              | 24-2    | Lee Sandoval         | TKO  | 5 (10)       | 1994-09-03 | Colón, Panamá                                           |                                                                   |
| P                                                              | 23-2    | Chana Porpaoin       | MD   | 12 (12)      | 1994-03-26 | Physical Education College, Chonburi, Tailandia         | Por el título mundial Mínimo AMB                                  |
| G                                                              | 23-1    | Sixto Jaramillo      | UD   | 10 (10)      | 1993-12-04 | Gimnasio Nuevo Panamá, Juan Díaz, Panamá                |                                                                   |
| G                                                              | 22-1    | Carlos Eluaiza       | KO   | 3 (12)       | 1993-09-24 | Club Defensores de Villa Lujan, San Miguel, Argentina   | Defiende el título Fedelatin Mínimo AMB                           |
| G                                                              | 21-1    | Oscar Dante Reynoso  | KO   | 5 (10)       | 1993-08-13 | Club Atlético Lanús, Lanús, Argentina                   |                                                                   |
| P                                                              | 20-1    | Chana Porpaoin       | UD   | 12 (12)      | 1993-05-09 | Physical Education Center, Ang Thong, Tailandia         | Por el título mundial Mínimo AMB                                  |
| G                                                              | 20-0    | Asdrúbal Velásquez   | TKO  | 1 (10)       | 1992-11-28 | Gimnasio Nuevo Panamá, Juan Díaz, Panamá                |                                                                   |
| G                                                              | 19-0    | Aldairo Miranda      | TKO  | 1 (12)       | 1992-10-17 | Gimnasio Nuevo Panamá, Juan Díaz, Panamá                | Defiende el título Fedelatin Mínimo AMB                           |
| G                                                              | 18-0    | Marcelino Bolívar    | TKO  | 5 (12)       | 1992-08-01 | Gimnasio Nuevo Panamá, Juan Díaz, Panamá                | Defiende el título Fedelatin Mínimo AMB                           |
| G                                                              | 17-0    | Manuel Germosén      | TKO  | 1 (10)       | 1992-07-04 | Gimnasio Nuevo Panamá, Juan Díaz, Panamá                |                                                                   |
| G                                                              | 16-0    | Andrés Tavarez       | TKO  | 3 (12)       | 1992-03-12 | Hotel El Panamá, Ciudad de Panamá, Panamá               | Defiende el título Fedelatin Mínimo AMB                           |
| G                                                              | 15-0    | Reynaldo Samaniego   | TKO  | 8 (10)       | 1991-12-28 | Arena Panamá Al-Brown, Colón, Panamá                    |                                                                   |
| G                                                              | 14-0    | Uriel Londoño        | TKO  | 4 (10)       | 1991-10-17 | Hotel El Panamá, Ciudad de Panamá, Panamá               |                                                                   |
| G                                                              | 13-0    | Yamil Caraballo      | TKO  | 2 (12)       | 1991-08-15 | Hotel El Panamá, Ciudad de Panamá, Panamá               | Defiende el título Fedelatin Mínimo AMB                           |
| G                                                              | 12-0    | Bernardo Díaz        | TKO  | 2 (10)       | 1991-07-04 | Hotel El Panamá, Ciudad de Panamá, Panamá               |                                                                   |
| G                                                              | 11-0    | Jesús Arias          | TKO  | 5 (12)       | 1991-05-23 | Hotel El Panamá, Ciudad de Panamá, Panamá               | Defiende el título Fedelatin Mínimo AMB                           |
| G                                                              | 10-0    | Manuel García        | TKO  | 3 (10)       | 1991-04-11 | Hotel El Panamá, Ciudad de Panamá, Panamá               |                                                                   |
| G                                                              | 9-0     | Víctor Molino        | TKO  | 4 (10)       | 1991-03-14 | Hotel El Panamá, Ciudad de Panamá, Panamá               |                                                                   |
| G                                                              | 8-0     | Orlando Maestre      | TKO  | 7 (12)       | 1991-02-21 | Hotel El Panamá, Ciudad de Panamá, Panamá               | Gana el título Fedelatin Mínimo AMB                               |
| G                                                              | 7-0     | Alex Miller          | UD   | 8 (8)        | 1991-01-24 | Hotel El Panamá, Ciudad de Panamá, Panamá               |                                                                   |
| G                                                              | 6-0     | Santos Becerra       | PTS  | 8 (8)        | 1990-12-20 | Estudios de TV 2, Ciudad de Panamá, Panamá              |                                                                   |
| G                                                              | 5-0     | Alejandro Solís      | TKO  | 3 (4)        | 1990-10-26 | Hotel El Panamá, Ciudad de Panamá, Panamá               |                                                                   |
| G                                                              | 4-0     | Ernesto Cooper       | TKO  | 2 (6)        | 1990-08-30 | Estudios de TV 2, Ciudad de Panamá, Panamá              |                                                                   |
| G                                                              | 3-0     | Alex Miller          | PTS  | 6 (6)        | 1990-06-23 | Gimnasio Orlando Winter, San Miguelito, Panamá          |                                                                   |
| G                                                              | 2-0     | Alejandro Solís      | TKO  | 3 (4)        | 1990-06-01 | Gimnasio Gringo de la Guardia, Ciudad de Panamá, Panamá |                                                                   |
| G                                                              | 1-0     | Eric Aguilar         | TKO  | 1 (4)        | 1990-05-05 | Gimnasio Gringo de la Guardia, Ciudad de Panamá, Panamá |                                                                   |